# Тополь Фремонта
Тополь Фремонта (лат. Populus fremontii) — вид рода тополь, произрастающий в прибрежных зонах на юго-западе Соединенных Штатов и на севере через центральную Мексику. Дерево было названо в честь американского исследователя и первооткрывателя XIX века Джона Фримонта.

## Распространение
Это дерево произрастает на юго-западе США и в Мексике. В Соединенных Штатах этот вид можно найти в Калифорнии, Айдахо, Неваде, Юте, Аризоне, Нью-Мексико, Техасе и Колорадо. В Мексике его можно найти в штатах Нижняя Калифорния, Южная Нижняя Калифорния, Сонора, Чиуауа, Коауила, Нуэво-Леон, Мехико (штат) и Пуэбла.
Прибрежное дерево растёт рядом с ручьями, реками, источниками, водно-болотными угодьями и также горными озёрами на высотах до 2000 метров над уровнем моря.

## Описание
Крупное дерево высотой от 12 до 35 м с широкой кроной и стволом толщиной до 1,5 метров в диаметре. У молодых деревьев кора гладкая, на старых становится глубоко трещиноватой и беловатого цвета.

## Таксономия
Populus fremontii S.Watson, Proc. Amer. Acad. Arts 10: 350 (1875)
Синонимы
- Populus × canadensis var. fremontii (S.Watson) Kuntze, Revis. Gen. Pl. 2: 643 (1891)
- Populus deltoides var. fremontii (S.Watson) Cronquist, A.Cronquist & al., Intermount. Fl. 2B: 122 (2005)

Подвиды
- Populus fremontii subsp. fremontii
- Populus fremontii subsp. mesetae Eckenw., J. Arnold Arbor. 58: 201 (1977)